# كلاوديو كوستا
كلاوديو كوستا (بالإيطالية: Claudio Costa)‏ هو رسام وفنان إيطالي، ولد في 22 يونيو 1942 في تيرانا في ألبانيا، وتوفي في 2 يوليو 1995 في جنوة في إيطاليا.